# Podolí (district de Brno-Campagne)
Pour les articles homonymes, voir Podolí.
Podolí (en allemand : Kritschen) est une commune du district de Brno-Campagne, dans la région de Moravie-du-Sud, en République tchèque. Sa population s'élevait à 1 458 habitants en 2020.

## Géographie
Podolí se trouve à 9 km l'est du centre de Brno et à 192 km au sud-est de Prague.
La commune est limitée par Mokrá-Horákov au nord, par Velatice à l'est, par Šlapanice au sud, et par Brno à l'ouest et au nord-ouest.

## Histoire
La première mention écrite du village date de 1237.
Une stèle commémorative se trouve sur la butte de Zuran appartenant à la France, non loin du Monument de la Paix sur le champ de bataille d'Austerlitz. Elle représente le plan de la bataille d'Austerlitz, grande victoire napoléonienne du 2 décembre 1805.

## Jumelage
- Ay-sur-Moselle (France)